# Trachipterus trachypterus
Trachipterus trachypterus (engl.: Mediterranean dealfish, Ribbon Fish) ist eine seltene, weltweit vorkommende Fischart der Familie der Sensenfische (Trachipteridae) innerhalb der Ordnung der Glanzfische (Lampriformes). Er ist in allen Ozeanen der tropischen und subtropischen Gewässer beheimatet. Er lebt in Tiefen von 100 bis 600 Metern, zum Teil gibt es auch Berichte von bis zu 1000 Metern Tiefe.

## Morphologie
Trachipterus trachypterus kann eine Länge von 300 cm erreichen. Seine Körperform ist bandförmig länglich und seitlich abgeflacht.

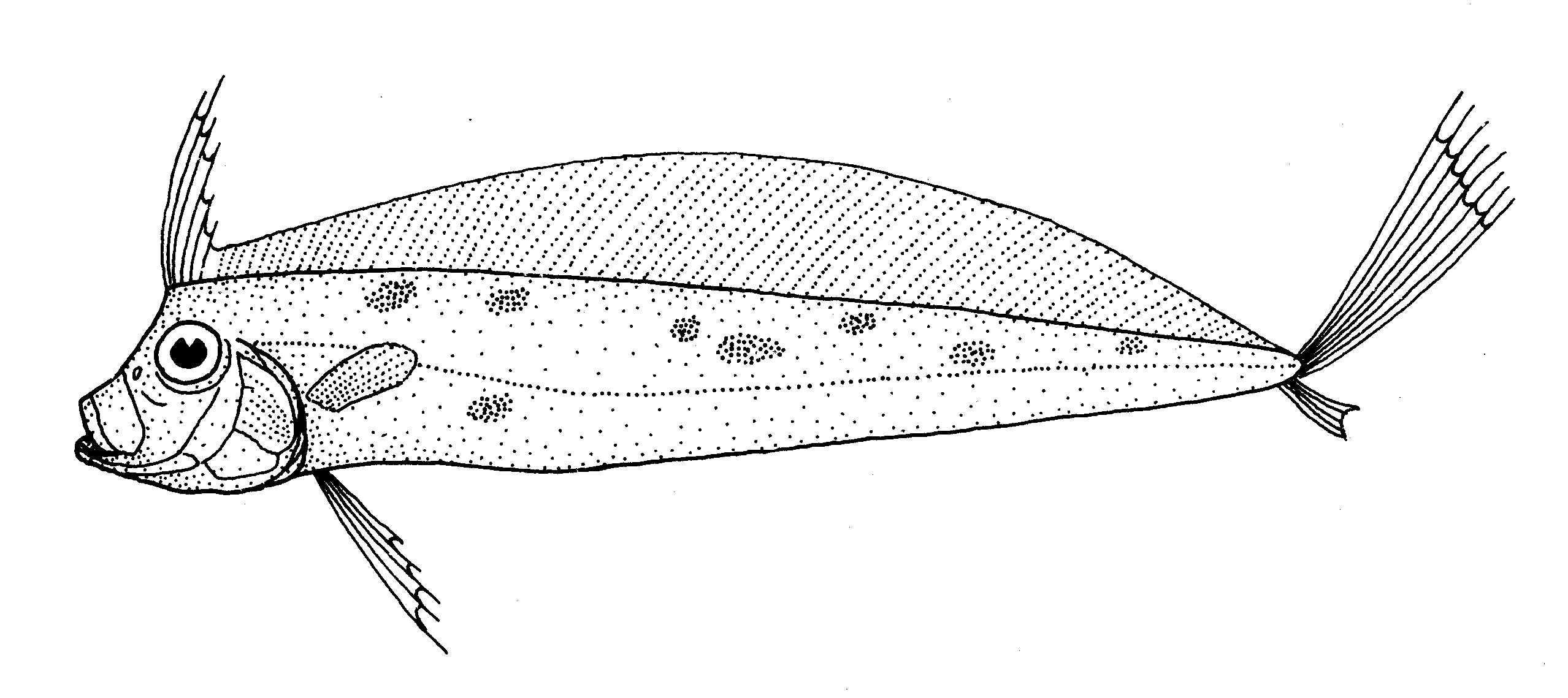
Zeichnung von adultem Tier von Trachipterus trachypterus

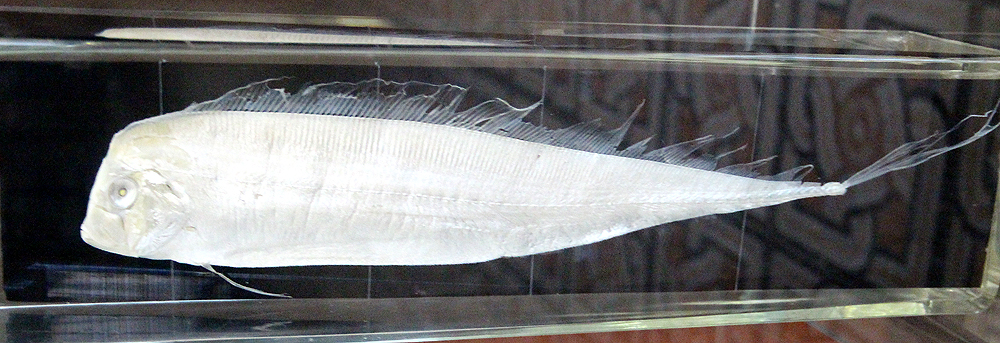
Adultes Tier des Trachipterus trachypterus.

Allgemein ist die Erscheinung von T. trachypterus länglich, lateral abgeflacht und hinter dem kurzen Kopf liegt der höchste Punkt seines silberfarbenen Körpers. Neben seiner silbrigen Farbe hat er 3–4 dunkle Flecken entlang der Seitenlinie und 1–2 Flecken auf der Bauchseite. Zudem ist die vordere Kopffacette auf der Höhe des Oberkiefers und am Vorderende des Unterkiefers schwarz gefärbt. Die Flossen sind rot-orange, oftmals auch transparent und über eine Membran verbunden. Eine durchgehende, von Kopf bis Schwanzende reichende Rückenflosse besteht aus 145 – 185 Rückenflossenstrahlen. Die Analflosse ist nicht und die Brustflossen nur reduziert vorhanden. Große, runde Augen liegen beim adulten Tier nahe der Körperoberseite. Ein mit kleinen, nach hinten ragenden Zähnen versehener Kiefer ist in einem nach vorne stehenden kleinen Maul vorhanden. Zwar ist die Art schuppenlos, besitzt jedoch knöcherne Tuberkel. Diese werden am Seitenlinienorgan in Richtung der Schwanzflosse immer sichtbarer. Die Schwimmblase ist stark reduziert, falls diese überhaupt noch vorhanden ist.
Im Vergleich zu den ausgewachsenen Tieren sind die Jungtiere kürzer und die Augen liegen in der Kopfmitte, statt an der oberen Körperseite. Der Kopf ist zudem bei den Juvenilen steiler abfallend. Die 5–6 Flossenstrahlen der Rücken- und die 3–9 Strahlen der Bauchflossen sind länger mit Anhängseln am Ende und erwecken den Anschein von Quallententakeln. Wenn die Fische eine Körperlänge von 10 cm erreichen, verkürzen sich die Rücken- und Bauchflossenstrahlen. Die Schwanzflosse wird fächerförmig und erscheint aus zwei Teilen: einem oberen, mit längeren nach oben gerichteten Flossenstrahlen und einem unteren, mit unterhalb der Mittellinie gelegenen Strahlen.
Trachipterus trachypterus wird häufig verwechselt mit der nördlicher auftretenden Schwesterart Trachipterus arcticus (Brünnich 1788). T. trachypterus hat seine höchste Körperstelle geradewegs hinter dem Kopf, wohingegen sie bei T.arcticus weiter hinter dem Kopf liegt. Ein weiteres Unterscheidungsmerkmal ist an der Schwanzflosse zu erkennen, da der obere Teil bei T. arcticus spärlicher vorhanden ist. Aus weiteren Untersuchungen ist bekannt, dass es ebenfalls Unterschiede gibt in der Anzahl der Wirbel. T. trachyptus hat 84 – 96 Wirbel, während T. arcticus 99 – 102 Wirbel aufweist.

## Verbreitung
Weltweit kommen diese Knochenfische vor Küsten im Freiwasser der epi-mesopelagialen Zone, in tropischen und sub-tropischen Gewässern vor. Dabei wurden sie bereits in Tiefen bis teilweise 1000 Metern nachgewiesen. Zwischen 1962 und 1973 wurden sogar Exemplare in 1130–1355 Metern bei einer Messung vor Senegal gefangen.
Jungtiere findet man allerdings auch in der Nähe der Küste, nahe der Wasseroberfläche und oftmals im Makro-Plankton.
In den Regionen des Ostatlantik und der Westküste Afrikas bis nach Südafrika, an Teilen der Ost- und Westküste Südamerikas und der Westküste der USA, im West- und Südpazifik sowie dem Mittelmeerraum kommt der seltene Knochenfisch vor. Im Mittelmeer wurde er indessen in Tiefen von 100 – 600 Metern nachgewiesen und tritt dort weit verbreitet im Adriatischen und im Ägäischen Meer auf.
Obwohl die Fische hauptsächlich als Beifang an die Oberfläche befördert werden, besteht laut der Weltnaturschutzunion (IUCN) kein Aussterberisiko für T. trachypterus.

## Entwicklung und Lebensweise
Die Haupt-Laichzeit ist von November bis Mai, kann sich aber auf das ganze Jahr erstrecken. Die Eier von T.trachypterus schweben im Freiwasser meist in der Nähe der Oberfläche und sind rot gefärbt. Eine Verwandlung von den juvenilen zu den adulten Fischen prägt die Morphologie.
Jungtiere findet man meist in der Nähe der Wasseroberfläche. Diese nutzen ihre verlängerten Rücken- und Bauchflossen ähnlich wie ein Segel, damit sie sich passiv von der Strömung mittragen und der Sinkbewegung entgegenwirken können. Die Tiere schwimmen in einer aufrechten Körperhaltung mit dem Kopf nach oben, während sich ihre Rückenflosse in Wellenbewegungen bewegt. Da die Fische keine Schwimmblase besitzen und ansonsten kontinuierlich absinken würden, ist diese Bewegung sehr wichtig.
Zu einer genaueren Schwimmweise von T. trachypterus selbst ist nicht viel bekannt, jedoch wurden genauere Beobachtungen bei der Schwesterart T. arcticus durchgeführt. Diese nehmen im normalen Fall, ohne Bedrohung oder Stresssituationen, die typische vertikale Schwimmweise ein. Droht jedoch Gefahr, sind die Fische fähig über kurze Stecken in waagerechten und aalartigen Bewegungen zu flüchten. Diese Bewegung vollzieht sich durch die obere Körperflanke und die damit wellenförmige Bewegung der Rückenflosse. Bei erwachsenen Tieren ist dies stärker ausgeprägt als bei Jungtieren.

## Ernährung
Als Nahrungsquelle dienen vor allem bodenlebende Fische oder kleine Fische aus dem Freiwasser, Tintenfische, Sepien und Kalmare. Unter anderem fand man bei Untersuchungen der Mägen, pflanzliche Teile, Algen und Plastikabfälle wie beispielsweise Zigarettenfilter. Diese sind vermutlich durch passive Aufnahme der Beute mitgefressen worden, bilden aber keine natürliche Nahrungsgrundlage.

## Systematik
Die Art wurde 1789, als Cepola trachyptera von dem deutschen Naturwissenschaftler Johann Friedrich Gmelin erstbeschrieben.
Die Art Trachipterus trachypterus gehört in die Gattung Trachipterus, innerhalb der Familie der Sensenfische (Trachipteridae). Sensenfische gehören in die Ordnung der Glanzfische (Lampriformes), innerhalb der Strahlenflosser (Actinopterygii), welche eine Klasse der Knochenfische         (Osteichthyes) bildet.